# Kanton Saint-Martin-de-Londres
Der Kanton Saint-Martin-de-Londres ist ein ehemaliger, bis 2015 bestehender französischer Wahlkreis im Arrondissement Lodève, im Département Hérault und in der früheren Region Languedoc-Roussillon. Er wechselte am 1. November 2009 vom Arrondissement Montpellier zum Arrondissement Lodève.

## Gemeinden
Der Kanton umfasste zehn Gemeinden:
| Gemeinde                | Einwohner Jahr | Fläche km² | Bevölkerungsdichte | Code INSEE | Postleitzahl |
| ----------------------- | -------------- | ---------- | ------------------ | ---------- | ------------ |
| Causse-de-la-Selle      | 356 (2013)     | –          | – Einw./km²        | 34060      | 34380        |
| Mas-de-Londres          | 580 (2013)     | –          | – Einw./km²        | 34152      | 34380        |
| Notre-Dame-de-Londres   | 479 (2013)     | –          | – Einw./km²        | 34185      | 34380        |
| Pégairolles-de-Buèges   | 40 (2013)      | –          | – Einw./km²        | 34195      | 34380        |
| Rouet                   | 52 (2013)      | –          | – Einw./km²        | 34236      | 34380        |
| Saint-André-de-Buèges   | 59 (2013)      | –          | – Einw./km²        | 34238      | 34190        |
| Saint-Jean-de-Buèges    | 199 (2013)     | –          | – Einw./km²        | 34264      | 34380        |
| Saint-Martin-de-Londres | 2651 (2013)    | –          | – Einw./km²        | 34274      | 34380        |
| Viols-en-Laval          | 205 (2013)     | –          | – Einw./km²        | 34342      | 34380        |
| Viols-le-Fort           | 1184 (2013)    | –          | – Einw./km²        | 34343      | 34380        |

## Belege
1. ↑  Pressemitteilung der Präfektur vom 16. Oktober 2009